# Hugo Pérez Balderas
Hugo Pérez Balderas (Barcelona, 16 de desembre de 2002) és un futbolista català que juga com a defensa central al RCD Espanyol.

## Carrera de club

### Inici de la carrera professional
Pérez va néixer a Barcelona, Catalunya, i es va incorporar al planter del RCD Espanyol l'any 2014, després de representar el juvenil del CF Gavà, EF Gavà i UE Cornellà. Va deixar el primer el 2017 i va acabar la seva formació amb el Deportivo Alavés.
Pérez va debutar amb el primer equip l'1 de novembre de 2020, jugant els últims 16 minuts en una derrota per 3-0 a fora de casa a la Segona Divisió B contra el Racing de Santander.

### Vila-real
Pérez va deixar l'Alavés l'any 2022, i poc després es va incorporar a l'equip C del Vila-real CF a Tercera Federació. Va debutar professionalment amb el Vila-real CF B el 7 d'octubre d'aquell any, com a titular en una derrota per 3-1 fora de casa contra l'Sporting de Gijón a la Segona Divisió.
Pérez va ascendir definitivament a la plantilla B el juliol de 2023, però va patir una lesió al genoll a l'octubre que el va fer perdre la resta de la temporada, que va acabar en el descens. De tornada a l'acció l'agost de 2024, va esdevenir titular habitual de l'equip B a la Primera Federació.

### Espanyol
El 10 de juny de 2025, Pérez va tornar a l'Espanyol amb un contracte de tres anys després d'haver passat tres anys a la plantilla del club.

## Vida personal
El pare de Pérez, Raúl Pérez López, també era futbolista i defensa. Va jugar principalment a la tercera divisió, només apareixent professionalment amb l'Elx CF i el Ciudad de Murcia.